# Garageland
Garageland es una canción de la banda británica de Punk Rock The Clash. El tema fue incluido en su álbum de debut. Tras la aparición temprana de The Clash en el concierto de Sex Pistols Screen on the Green, Charles Shaar Murray, un crítico de NME, produjo una crítica condenatoria de la banda:
"The Clash es el tipo de banda de garaje que debería regresar al garaje de inmediato, preferiblemente con el motor en marcha, lo que sin duda sería más una pérdida para sus amigos y familiares que para el rock'n'roll"

## Grabación y Letras
Seguido por:
Su guitarrista rítmico Joe Strummer, tiene buenos movimientos, pero él y la banda son un poco inestables en el terreno que implica comenzar, detener y cambiar acordes aproximadamente al mismo tiempo.
The Clash reaccionó de inmediato escribiendo la canción "Garageland", cuyos versos iniciales son: "De vuelta en el garaje con mi detector de mierda / Monóxido de carbono asegurándome de que sea efectivo", seguido del estribillo: "Somos una banda de garaje / Venimos de garageland ", y concluyendo con" De vuelta en el garage".
Otro tema de la canción es sobre la firma de la banda con CBS Records el 25 de enero de 1977 por £ 100,000 (unos 115664,31€).  La prensa musical y los fanáticos criticaron a The Clash por haberse "vendido" al sistema. Mark Perry, fundador de la principal revista punk londinense, Sniffin 'Glue, soltó lo que más tarde llamaría su "gran cita": "Punk murió el día que The Clash firmó con CBS".  Esto se evidencia en los versos : "Mientras tanto, las cosas se están calentando en el West End, bien / Contratos en las oficinas y grupos por la noche / Mis amigos de los barrios bajos tienen botas nuevas / Y alguien me acaba de preguntar si en nuestro grupo usamos traje", y, después del estribillo, con las siguientes líneas: "No quiero escuchar lo que hacen los ricos / No quiero ir a donde van los ricos / Piensan que son tan inteligentes, piensan que son tan correctos / Pero la verdad sólo se conoce por medio de francotiradores ".
"Garageland", así como la mayor parte del álbum de estudio debut de la banda, se concibió en el piso 18 de un estudio de Harrow Road en Londres, en un piso que alquilaba la abuela de Jones, que iba con frecuencia a ver a la banda ensayando.  La canción se grabó en CBS Whitfield Street Studio No. 3 el 27 de febrero de 1977. Las cintas de todo el álbum se entregaron a CBS a principios de marzo y la grabación se lanzó en el Reino Unido a través de CBS Records el 8 de abril de 1977. El álbum fue mezclado por el ingeniero de personal de CBS Simon Humphrey y producido por el técnico de sonido de The Clash, Mickey Foote. 

## Personal
Joe Strummer: Voz, guitarra rítmica 
Mick Jones: Coros, guitarra solista, armónica
Paul Simonon: Coros, bajo
Terry Chimes: Batería